# Aleen Bailey
Aleen Bailey (Saint Mary, 25 de novembro de 1980) é uma atleta jamaicana, campeã olímpica e mundial pelo revezamento 4x100 m feminino da Jamaica, em Atenas 2004 e no Mundial de Berlim 2009.
Bailey formou-se pela Universidade da Carolina do Sul, nos Estados Unidos, depois de participar do campeonato norte-americano de atletismo no juvenil e adulto, vencendo em 2003 os 100 e os 200 metros rasos do NCAA, o campeonato nacional universitário. No ano anterior, ela já havia participado do revezamento 4x100 m.
Sua primeira medalha de ouro em grande torneio internacional veio no revezamento dos Jogos Pan-Americanos de Winnipeg em 1999. Competiu pela Jamaica natal nos Jogos Olímpicos de Atenas em 2004, sem medalhas individuais, conquistando o 5º lugar nos 100 m e o 4º nos 200 m, até se tornar campeã olímpica conquistando a medalha de ouro no revezamento 4x100 m junto com Veronica Campbell, Tayna Lawrence e Sherone Simpson.
No Mundial de 2005, mais uma medalha de prata no revezamento e outra medalha de ouro em pan-americanos, com a vitória do revezamento jamaicano nos Jogos Pan-Americanos de 2007, no Rio de Janeiro. Dois anos depois, se tornaria campeã mundial integrando o revezamento campeão em Berlim 2009.
Bailey representou a Jamaica mais uma vez em Olímpíadas, compondo a equipe feminina em Pequim 2008, que venceu a eliminatória com o melhor tempo entre os dezesseis países participantes. Entretanto, na final a equipe foi desclassificada por deixar o bastão cair no meio da prova.